# 이인문 필 강산무진도
이인문 필 강산무진도(李寅文 筆 江山無盡圖)는 서울특별시 용산구 국립중앙박물관에 있는, 18세기 후반～19세기 초 궁중화원으로 이름을 떨친 이인문(李寅文, 1745～1821)이 그린 것으로 총 길이 8.5m에 달하는 긴 두루마리 그림이다. 2019년 6월 26일 대한민국의 보물 제2029호로 지정되었다.

## 개요
'이인문 필 강산무진도'는 18세기 후반～19세기 초 궁중화원으로 이름을 떨친 이인문(李寅文, 1745～1821)이 그린 것으로 총 길이 8.5m에 달하는 긴 두루마리 그림이다. 이인문은 38년 동안 차비대령화원(差備待令畵員)을 지냈고 1795․1796․1799년 세 차례 연행(燕行)을 통해 축적한 여러 경험을 바탕으로 역대 화법(畵法)을 절충해 산수․인물․화조 등 다양한 소재의 작품을 다수 남겼다.
이 그림은 동아시아에서 유행한 전통적 화제(畵題)인 '강산무진(江山無盡)'을 주제로 끝없이 이어지는 대자연의 풍광을 묘사한 산수화이다. 실제로 존재한 산수가 아닌 웅장한 자연과 그 속에서 살아가는 인간세상을 묘사한 관념적인 산수를 그린 것으로, 넓은 평원구도에서 시작하다가 우뚝 솟아오른 절벽이 보이는 전반부와 험준한 산세가 중첩되어 광활하게 그려진 중반부, 그리고 다시 잔잔한 평원으로 연결되는 구성은 심사정(沈師正, 1707～1769)의 <촉잔도(蜀棧圖)>(1768년)와 많은 유사성을 보여준다. 
그러나 험준한 산수를 배경으로 하면서도 <촉잔도> 보다 사람과 마을이라는 풍속적 요소를 현실감 있게 결합시켰고 표현에 있어서도 붉은색과 연두색을 많이 사용해 화사한 분위기를 극대화한 점, 산의 생김새를 더욱 또렷하게 묘사해 박진감을 더해준다는 점에서 이인문의 개성이 잘 반영된 작품으로 평가된다. 
이처럼 이인문의 '강산무진도'는 한국회화사에서 보기 드문 장권(長卷)의 산수화로서 이인문의 높은 기량이 유감없이 발휘된 기념비적인 작품이자 파노라마처럼 이어지는 광활한 산수 표현과 정교하고 뛰어난 세부 묘사가 일관된 조화를 이루고 있어 조선시대를 대표하는 작품이라고 해도 손색이 없다.

## 같이 보기
- 이인문

## 참고 자료
- 이인문 필 강산무진도 - 국가유산청 국가유산포털